# Sombras en el río
Sombras en el río es una película de Argentina en blanco y negro dirigida por Juan Jacoby Renard según su propio guion que se estrenó el 3 de mayo de 1939 y que tuvo como protagonistas a Ángel Boffa, Guillermo Casali, Joaquín Ezcurra y Regina Laval.

## Sinopsis
El romance entre la empleada de un frigorífico y un pescador.

## Reparto
- Ángel Boffa
- Guillermo Casali
- Joaquín Ezcurra
- Regina Laval
- Mario Solá
- Adela Tuyaret
- Enrique Zingoni

## Comentario
La crónica de La Nación expresó:

"Parecería que la cámara no fue manejada...por una sola mano, pues al lado de tomas excelentes asoman los defectos de un primerizo. El hecho de que en la labor de los intérpretes se transparente la condición de aficionados sería razón definitiva para que se les dieran instrucciones indispensables al enfrentar la lente."